# Saskia Debaere
Saskia Debaere is een Vlaamse actrice.

## Biografie
Debaere studeerde in 1994 af aan Drama Gent als meester in de dramatische kunst.
Ze speelde onder meer in Droge voeding, kassa 4 als Ingrid Morre, een wat truttige kassierster, en had verder nog gastrollen in onder andere de Kotmadam, Chris en co, F.C. De Kampioenen, W817, Terug naar Oosterdonk en Freddytex. In 2007 was ze te horen in het Radio 2-luisterspel De mijter van Livinus. Ook in het tiende en laatste seizoen van Lili en Marleen had ze een rol als seut. In 2017 vertolkt ze de rol van José in de musical 'Zo mooi zo blond'.
Tegenwoordig is Debaere vaak te vinden bij de komedie compagnie waar ze reeds meespeelde in 'een raar koppel' en 'Jan, Pier en Pol'. Ook speelt ze af en toe in tv-series zoals De Kotmadam.

## Filmografie
- Freddytex (1994) - als Mieke
- Buiten De Zone (1996) - als Heidi
- Familie (1996) - Sonja
- Terug naar Oosterdonk (1997) - als Karlien
- Heterdaad (1997) - als kassameisje
- F.C. De Kampioenen (1999) - als Angelique De Coster
- De Kotmadam (2000) - als Thérèse
- Chris & Co (2001) - verschillende rollen
- W817 (2000, 2001) - als Barbara
- Droge voeding, kassa 4 (2001-2003) - als Ingrid Morre
- Lili en Marleen (2010) - als juffrouw Slegers
- De Rodenburgs (2010) - als klant
- De Kotmadam (2011) - als Rosita
- De Kotmadam (2012) - als roodharige dame
- De Kotmadam (2013) - als Rita
- Thuis (2019) - Jacquemin
- Lisa (2021) - als Petra Van Camp
- Onder Vuur (2023) - Buurvrouw
- De buurtpolitie: De klok tikt (2023) - Shania
- Nonkels (2024) - als Linda